# UCI-Mountainbike-Weltcup 2006
Der Mountainbike-Weltcup 2006 wurde in vier Disziplinen ausgetragen: Marathon, Cross Country, Downhill und Four Cross.

## Cross-Country Marathon

### Frauen Elite
| Rnd | Datum    | Ort              | Erste         | Zweite           | Dritte               |
| --- | -------- | ---------------- | ------------- | ---------------- | -------------------- |
| 1   | 6. Mai   | Naoussa          | Daniela Louis | Pia Sundstedt    | Anna Enocsson        |
| 2   | 17. Juni | Mont Sainte-Anne | Pia Sundstedt | Anna Enocsson    | Esther Süss          |
| 3   | 9. Juli  | Villabassa       | Esther Süss   | Daniela Louis    | Pia Sundstedt        |
| 4   | 29. Juli | Val Thorens      | Pia Sundstedt | Elena Giacomuzzi | Dolores Mächler-Rupp |

Gesamtwertung
| Platz | Name             | Punkte |
| ----- | ---------------- | ------ |
| 1.    | Pia Sundstedt    | 860    |
| 2.    | Esther Süss      | 710    |
| 3.    | Elena Giacomuzzi | 630    |
| 4.    | Daniela Louis    | 570    |
| 5.    | Andrea Kuster    | 380    |
| 6.    | Anna Enocsson    | 360    |
| 6.    | Marg Fedyna      | 360    |

### Männer Elite
| Rnd | Datum    | Ort              | Erster               | Zweiter             | Dritter              |
| --- | -------- | ---------------- | -------------------- | ------------------- | -------------------- |
| 1   | 6. Mai   | Naoussa          | Héctor Leonardo Páez | Alban Lakata        | Thomas Dietsch       |
| 2   | 17. Juni | Mont Sainte-Anne | Alban Lakata         | Peter Riis Andersen | Héctor Leonardo Páez |
| 3   | 9. Juli  | Villabassa       | Héctor Leonardo Páez | Yader Zoli          | Mirko Pirazzoli      |
| 4   | 29. Juli | Val Thorens      | Kashi Leuchs         | Roland Stauder      | Frédéric Frech       |

Gesamtwertung
| Platz | Name                 | Punkte |
| ----- | -------------------- | ------ |
| 1.    | Héctor Leonardo Páez | 780    |
| 2.    | Thomas Dietsch       | 590    |
| 3.    | Roland Stauder       | 570    |
| 4.    | Alban Lakata         | 504    |
| 5.    | Kashi Leuchs         | 381    |
| 6.    | Ivan Rybárik         | 378    |

## Cross-Country

### Frauen Elite
| Rnd | Datum        | Ort               | Erste                | Zweite               | Dritte               |
| --- | ------------ | ----------------- | -------------------- | -------------------- | -------------------- |
| 1   | 1. April     | Curaçao           | Gunn-Rita Dahle      | Sabine Spitz         | Margarita Fullana    |
| 2   | 14. Mai      | Madrid            | Gunn-Rita Dahle      | Margarita Fullana    | Irina Kalentieva     |
| 3   | 21. Mai      | Spa-Francorchamps | Gunn-Rita Dahle      | Irina Kalentieva     | Marie-Hélène Prémont |
| 4   | 27. Mai      | Fort William      | Nina Göhl            | Marie-Hélène Prémont | Irina Kalentieva     |
| 5   | 24. Juni     | Mont Sainte-Anne  | Marie-Hélène Prémont | Gunn-Rita Dahle      | Sabine Spitz         |
| 6   | 9. September | Schladming        | Marie-Hélène Prémont | Gunn-Rita Dahle      | Irina Kalentieva     |

Gesamtwertung
| Platz | Name                 | Punkte |
| ----- | -------------------- | ------ |
| 1.    | Gunn-Rita Dahle      | 1300   |
| 2.    | Marie-Hélène Prémont | 1105   |
| 3.    | Sabine Spitz         | 900    |
| 4.    | Irina Kalentieva     | 896    |
| 5.    | Margarita Fullana    | 700    |
| 6.    | Nina Göhl            | 685    |

### Männer Elite
| Rnd | Datum        | Ort               | Erster           | Zweiter              | Dritter        |
| --- | ------------ | ----------------- | ---------------- | -------------------- | -------------- |
| 1   | 1. April     | Curaçao           | Bart Brentjens   | Julien Absalon       | Liam Killeen   |
| 2   | 14. Mai      | Madrid            | Julien Absalon   | Christoph Sauser     | Ralph Näf      |
| 3   | 21. Mai      | Spa-Francorchamps | Julien Absalon   | José Antonio Hermida | Ralph Näf      |
| 4   | 27. Mai      | Fort William      | Julien Absalon   | José Antonio Hermida | Florian Vogel  |
| 5   | 24. Juni     | Mont Sainte-Anne  | Christoph Sauser | Liam Killeen         | Julien Absalon |
| 6   | 9. September | Schladming        | Christoph Sauser | Florian Vogel        | Ralph Näf      |

Gesamtwertung
| Platz | Name                 | Punkte |
| ----- | -------------------- | ------ |
| 1.    | Julien Absalon       | 1205   |
| 2.    | Christoph Sauser     | 1080   |
| 3.    | José Antonio Hermida | 960    |
| 4.    | Bart Brentjens       | 800    |
| 5.    | Florian Vogel        | 713    |
| 6.    | Liam Killeen         | 652    |

## Downhill

### Frauen Elite
| Rnd | Datum         | Ort                | Erste           | Zweite          | Dritte          |
| --- | ------------- | ------------------ | --------------- | --------------- | --------------- |
| 1   | 7. Mai        | Vigo               | Tracy Moseley   | Sabrina Jonnier | Emmeline Ragot  |
| 2   | 28. Mai       | Fort William       | Tracy Moseley   | Rachel Atherton | Sabrina Jonnier |
| 3   | 4. Juni       | Willingen          | Tracy Moseley   | Sabrina Jonnier | Rachel Atherton |
| 4   | 24. Juni      | Mont Sainte-Anne   | Sabrina Jonnier | Tracy Moseley   | Marielle Saner  |
| 5   | 1. Juli       | Balneário Camboriú | Rachel Atherton | Sabrina Jonnier | Tracy Moseley   |
| 6   | 10. September | Schladming         | Sabrina Jonnier | Emmeline Ragot  | Tracy Moseley   |

Gesamtwertung
| Platz | Name            | Punkte |
| ----- | --------------- | ------ |
| 1.    | Tracy Moseley   | 1263   |
| 2.    | Sabrina Jonnier | 1205   |
| 3.    | Rachel Atherton | 1020   |
| 4.    | Emmeline Ragot  | 907    |
| 5.    | Helen Gaskell   | 674    |
| 6.    | Céline Gros     | 658    |

### Männer Elite
| Rnd | Datum         | Ort                | Erster           | Zweiter       | Dritter        |
| --- | ------------- | ------------------ | ---------------- | ------------- | -------------- |
| 1   | 7. Mai        | Vigo               | Michael Hannah   | Nathan Rennie | Steve Peat     |
| 2   | 28. Mai       | Fort William       | Sam Hill         | Cédric Gracia | Greg Minnaar   |
| 3   | 4. Juni       | Willingen          | Steve Peat       | Greg Minnaar  | Gee Atherton   |
| 4   | 24. Juni      | Mont Sainte-Anne   | Chris Kovarik    | Greg Minnaar  | Sam Hill       |
| 5   | 1. Juli       | Balneário Camboriú | Matti Lehikoinen | Steve Peat    | Michael Hannah |
| 6   | 10. September | Schladming         | Sam Hill         | Nathan Rennie | Greg Minnaar   |

Gesamtwertung
| Platz | Name             | Punkte |
| ----- | ---------------- | ------ |
| 1.    | Steve Peat       | 974    |
| 2.    | Sam Hill         | 936    |
| 3.    | Greg Minnaar     | 890    |
| 4.    | Nathan Rennie    | 809    |
| 5.    | Gee Atherton     | 758    |
| 6.    | Matti Lehikoinen | 695    |

## Four Cross

### Frauen Elite
| Rnd | Datum        | Ort                | Erste           | Zweite          | Dritte         |
| --- | ------------ | ------------------ | --------------- | --------------- | -------------- |
| 1   | 6. Mai       | Vigo               | Jill Kintner    | Sabrina Jonnier | Anneke Beerten |
| 2   | 27. Mai      | Fort William       | Jill Kintner    | Jana Horáková   | Tara Llanes    |
| 3   | 3. Juni      | Willingen          | Jill Kintner    | Katrina Miller  | Tara Llanes    |
| 4   | 24. Juni     | Mont Sainte-Anne   | Katrina Miller  | Tara Llanes     | Anneke Beerten |
| 5   | 1. Juli      | Balneário Camboriú | Jill Kintner    | Katrina Miller  | Tara Llanes    |
| 6   | 9. September | Schladming         | Fionn Griffiths | Tara Llanes     | Joey Gough     |

Gesamtwertung
| Platz | Name            | Punkte |
| ----- | --------------- | ------ |
| 1.    | Jill Kintner    | 1060   |
| 2.    | Katrina Miller  | 630    |
| 3.    | Tara Llanes     | 600    |
| 4.    | Anneke Beerten  | 410    |
| 5.    | Melissa Buhl    | 320    |
| 5.    | Fionn Griffiths | 320    |

### Männer Elite
| Rnd | Datum        | Ort                | Erster           | Zweiter            | Dritter            |
| --- | ------------ | ------------------ | ---------------- | ------------------ | ------------------ |
| 1   | 6. Mai       | Vigo               | Michal Prokop    | Roger Rinderknecht | Kamil Tatarkovič   |
| 2   | 27. Mai      | Fort William       | Michal Prokop    | Brian Lopes        | Chris Kovarik      |
| 3   | 3. Juni      | Willingen          | Jared Graves     | Joost Wichman      | Roger Rinderknecht |
| 4   | 24. Juni     | Mont Sainte-Anne   | Michal Prokop    | Jurg Meijer        | Roger Rinderknecht |
| 5   | 1. Juli      | Balneário Camboriú | Michal Prokop    | Jared Graves       | Chris Powell       |
| 6   | 9. September | Schladming         | Kamil Tatarkovič | Joost Wichman      | Rüdiger Jahnel     |

Gesamtwertung
| Platz | Name               | Punkte |
| ----- | ------------------ | ------ |
| 1.    | Michal Prokop      | 1240   |
| 2.    | Jared Graves       | 680    |
| 3.    | Kamil Tatarkovič   | 620    |
| 4.    | Roger Rinderknecht | 620    |
| 5.    | Joost Wichman      | 555    |
| 6.    | Chris Powell       | 380    |